# ヤルッコ・オイカリネン
ヤルッコ・オイカリネン(Jarkko Oikarinen、1967年8月16日 - ）は、フィンランドのコンピュータプログラマ。
Internet Relay Chat(インターネット・リレー・チャット、略称：IRC)を開発した。IRCでは WiZとして知られている 。
1999年、オウル大学(en:University of Oulu)で博士号を取得 。
コンピュータグラフィックと医用画像処理に関する研究を現在でも続けており、現在は遠隔医療, en:volume rendering, コンピュータ断層撮影に焦点を当てている 。
また、Numeric Garden (Espoo, Finland)という電子ゲーム開発者と共にソフトウェア・アーキテクトの主任兼パートナーを務めており、Capricode (Oulu, Finland)における開発・研究の主任も務めている。
1996年に結婚し3人の子供をもうけた。